# NN Investment Partners
NN Investment Partners (NN IP) ist ein global tätiger Asset Manager, der Anleihe-, Multi-Asset- und Aktien-Strategien sowie Lösungen im Bereich Alternative Credit/Private Debt anbietet. NN IP ist Teil der niederländischen NN Group. NN steht für Nationale Nederlanden, den größten niederländischen Lebensversicherer. NN IP hat seinen Hauptsitz in Den Haag und verwaltet weltweit rund 276 Mrd. Euro (Stand 31. Dezember 2019) Assets under Management für institutionelle Investoren, Wholesale-Partner und Privatanleger. NN IP beschäftigt rund 1.000 Mitarbeiter und ist in 15 Ländern in Europa, USA, Lateinamerika, Asien und dem Nahen Osten vertreten. In Deutschland besitzt NN IP seit 2007 eine Niederlassung.

## Geschichte
NN Investment Partners wurde 1994 unter dem Namen ING Investment Management gegründet, als die NN Group noch Teil der ING Group war. Nach der Finanzkrise 2008 musste die ING sich von ihrem Versicherungs- und Asset-Management-Geschäft trennen. Die NN Group, die diese beiden Geschäftsbereiche vereint, wurde im Jahr 2014 an der Euronext Amsterdam gelistet. Im folgenden Jahr wurde ING Investment Management in NN Investment Partners umbenannt.

### Meilensteine und Produkteinführungen
- 1993 – Emerging Market Debt Investmentstrategie[5]
- 2000 – Global Sustainable Equity Fonds[5]
- Aug. 2008 – Unterzeichnung der UN’s Principles for Responsible Investment[6]
- Apr. 2015 – ING Investment Management wird in NN Investment Partners umbenannt[7]
- Mai 2015 – Emerging Markets Loans Fonds in Kooperation mit FMO Netherlands Development Finance Company[8]
- März 2016 – Euro Green Bond Fonds[9]
- Dez. 2017 – Beitritt zur Climate Action 100+ Initiative[10]
- Mai 2018 – Global Convertible Bond Fonds[11]
- Apr. 2019 – Short Duration Green Bond Fonds[12]
- Apr. 2019 – Annahme der Equator Principles[13]
- Nov. 2019 – Mehrheitsbeteiligung an Venn Hypotheken[14]

## Verantwortungsbewusstes Investieren
Im Jahr 2019 hat NN IP seinen ersten Responsible Investing Report veröffentlicht. Er erläutert, wie das Unternehmen ESG-Kriterien (ökologische, soziale und Governance-Kriterien) in seinen Investmentprozess integriert. Laut diesem Report hat NN IP bei 67 % seiner Assets under Management ESG-Faktoren integriert.

### Engagement
NN IP verfolgt „einen aktiven Engagement-Ansatz“. Das gilt auch für Unternehmen, die hinsichtlich des Themas Nachhaltigkeit ein kontroverses Verhalten aufweisen. Das Ziel dieses Engagements sei es, die entsprechenden Unternehmen darin zu unterstützen, ihr ESG-Profil zu verbessern. Ein Beispiel, das NN IP in dieser Hinsicht nennt, ist die Palmöl-Branche. Seit 2019 ist NN IP Mitglied des umstrittenen Roundtable on Sustainable Palm Oil (RSPO).

### Ausschlusslisten
NN IP schließt bestimmte Unternehmen bzw. Tätigkeitsfelder, die der Gesellschaft und der Umwelt schaden, für Investments aus. Dazu zählen u. a. Glücksspiel, Pelztierzucht/Pelzverarbeitung, Atomenergie, Ölsand, Ölförderung in der Arktis, Kohle zur Energiegewinnung und Waffen.

### Mitgliedschaften und Partnerschaften
- UN Principles for Responsible Investment[18]
- Climate Action 100+[19]
- Netherlands Development Finance Company (FMO)[20]
- European Center for Sustainable Finance (ECCE)[21]
- Platform Living Wage Financials[22]
- FAIRR (Farm Animal Investment Risk and Return) initiative[23]
- RSPO (Roundtable on Sustainable Palm Oil)[24]

## Assets under Management (AuM)
- Gesamte AuM: EUR 276 Mrd. (Stand 31. Dezember 2019)[1]
- AuM der Strategien mit ESG-Integration: EUR 176 Mrd. (Stand 30. September 2019)[16]
- AuM in nachhaltigen (Sustainable) Strategien: EUR 17,4 Mrd. (Stand 30. September 2019)[16]
- AuM in Impact-Strategien (Strategien mit eindeutig messbarem positivem Beitrag zu den UN Sustainable Development Goals): EUR 1,9 Mrd. (Stand 30. September 2019)[16]

## Produkte
NN IP bietet aktiv gemangte Anleihe-, Multi-Asset- und Aktien-Strategien sowie Lösungen im Bereich Alternative Credit/Private Debt an. Zwei Drittel der AuM des Unternehmens liegen im Fixed income-Segment. Ein Fokus liegt hier auf spezialisierten Fixed Income-Produkten im liquiden und im illiquiden Bereich. Das Unternehmen bietet seit über 15 Jahren Private-Debt-Strategien an und seit mehr als 25 Jahren Schwellenländeranleihen. Zudem ist das Unternehmen im stark wachsenden Markt für grüne Anleihen aktiv.